# Kämpfer
Kämpfer (яп. けんぷファー, нім. Kämpfer, укр. Боєць) — серія ранобе автора Тосіхіко Цукідзі й ілюстратора Сенму. Серія складається з 15 томів, виданих Media Factory під лейблом MF Bunko J з листопада 2006-го по березень 2010-го. Основна серія включає 12 томів, у той час як інші три — короткі колекційні історії. Публікація манга-адаптації Ю Тачібани тривала з квітня 2008 р. по серпень 2013-го у журналі Monthly Comic Alive. 12-серійна аніме-адаптація транслювалася в японському ефірі з жовтня по грудень 2009 на TBS та була доповнена навесні 2011 продовженням Kämpfer für die Liebe.

## Сюжет
У далекій галактиці дві могутні сили прирекли себе на вічний бій між собою. Так звані Регулятори — посередники між ними. Вони знайшли спосіб припинити вічну битву: для цього вони вибрали воїнів із червоних і синіх, яких назвали Кемпферами. Від того, які Кемпфери переможуть, червоні або сині, залежить результат битви тих сил в галактиці. Старшокласник Нацуру Сено виявився втягнутим в цю битву не з власної волі.

## Персонажі
- Нацуру Сено (яп. 瀬能 ナツル)

Центральний чоловічий персонаж, синій Кемпфер, напарник Акане. У звичайному повсякденному вигляді він — високий старшокласник з блакитним волоссям. Як тільки Нацуру перетворюється на Кемпфера, він приймає жіночу форму і стає прекрасною великогрудою дівчиною. За характером — добрий і чуйний. Попри те, що закоханий в Сакуру Каеде до крайності, паралельно розвиваються його почуття до Шизуку. За іронією долі опинився випадково втягнутим в боротьбу Кемпферів, тому не бачить ніякого сенсу в цьому.
Його зброя — атака магічними згустками вогню, він — універсальний Кемпфер, оскільки може атакувати на будь-якій відстані.
Наприкінці оригінального ранобе Нацуру хоче бути з Акане, однак, в кінці серії манги він залишається з Шизуку. В аніме-серіалі реалізується також останній сценарій.
- Акане Мішима (яп. 美嶋 紅音)

Співробітниця шкільної бібліотеки, синій Кемпфер, напарниця й однокласниця Нацуру, подруга Мікото. У звичайному повсякденному вигляді вона — дуже сором'язлива рудоволоса дівчина з окулярами і коротким волоссям. Як тільки Акане перетворюється на Кемпфера, яким вона стала приблизно півроку назад, її характер кардинально змінюється: вона стає грубою, постійно лихословить, зухвалою та вульгарною, а її волосся приймає при цьому яскраво-червоний відтінок. Постійно ревнує Нацуру до дівчат і намагається добитися його уваги, допомагає йому освоїтися в ролі дівчини, виручає зі складних ситуацій, недолюблює Каеде. Вони були на побаченні в 9 серії. За твердженням Нацуру, Акане для нього — другий тип дівчат після Сакури Каеде. Зброя Акане — пістолет, бій дальньої дистанції.
- Шизуку Сенго (яп. 三郷 雫)

Президент студради, висока довговолоса дівчина, червоний Кемпфер. Відповідально ставиться до своєї посади. Її повсякденний вид від виду Кемпфера, яким вона стала два роки тому, відрізняється тільки злегка сріблястим волоссям. У дитинстві хотіла стати коміком. Практично відразу після того, як Нацуру переміг Шизуку під час битви, остання стала відчувати до нього певні почуття. У аніме постійно робиться акцент на їхніх стосунках: наприклад, перший масаж плечей Нацуру зробив Шизуку, вона ж «забрала» його перший поцілунок і перший дотик. При цьому президент постійно помічала, що їй більше подобається Нацуру в чоловічій формі. Була з ним на побаченні у 8 серії. Її зброя — кинджали, бій середньої дистанції.
- Мікото Кондо (яп. 近堂 水琴)

Дитяча подруга Нацуру і Акане, червоний Кемпфер. З'являється в сюжеті в кінці п'ятої серії. Багато подорожувала по світу, надсилала Нацуру листи. Впродовж всього аніме часто готує каррі. Недолюблює жіночу форму Нацуру. Зброя — довгий меч, бій ближньої дистанції.
- Сакура Каеде (яп. 沙倉 楓)

Рудоволоса дівчина, в середній школі була однокласницею Нацуру, вона живе по сусідству з ним. Закохана в Нацуру-Кемпфера, при цьому Нацуру-хлопець безтурботно закоханий в неї. Де-факто Сакура Каеде знаходиться під контролем Регуляторів. У звичайному повсякденному вигляді вона — мила тендітна дівчина, закохана в Нацуру-Кемпфера, яка апатично ставиться до її чоловічої форми; під контролем же Регуляторів Каеде перетворюється на сильну нахабнувату впевнену в собі особистість, яка терпіти не може чоловіків. При цьому її бажання — перетворити всіх чоловіків у світі на дівчат. У цьому випадку вона також універсальний боєць, оскільки атакує пістолетом і мечем.

## Термінологія
Кемпфер (нім. Kampfer) — істоти, представники Вищих сил, які борються між собою за бажанням Регуляторів. Іншими словами, це люди, наділені надздібностями — вищим рівнем сили, швидкості тощо. Існують сині Кемпфери, червоні та білі. Білі були створені після того, як перші два типи вирішили припинити бій між собою, тому вони служать для їх знищення. Кемпферами можуть бути тільки жінки.
Каталізатором перетворення в Кемпфера є яскраво виражені емоції (гнів, збудження) або присутність поруч ворожого Кемпфера. Згодом цим процесом можна навчитися керувати. У серіалі згадується, що Кемпфер своєю сутністю притягують один одного — для битви — але у випадку з Акане, Сідзуку, Мікото та Нацуру ефект прямо протилежний: замість того, щоб битися один з одним, всі дівчата закохуються в Нацуру.
Характерним ефектом від перетворення в Кемпфер є поява агресії і зміни в характері та зовнішності. Наприклад, Акане після перетворення змінюється до невпізнання: з рудоволосої сором'язливої дівчини вона стає нахабною грубуватою особиною з яскраво-червоним волоссям. Сідзуку ж спочатку взагалі нічого крім бою не цікавило: вона хотіла тільки знищити своїх суперників, не замислюючись про питання, чому ж б'ються Кемпфери. Її зупинила перемога над нею спільного дуету Акане і Нацуру і договір про перемир'я. Хоча зовні в цьому випадку дівчина відрізняється тільки злегка сріблястим волоссям, на відміну від Акане і Мікото.
Посланці — істоти у вигляді іграшок, своєрідні джерела інформації для Кемпферів. Вони пояснюють останнім, для чого ті створені.
Регулятори — посередники між Кемпферами і Вищими силами галактики. Вони контролюють тіло Сакури Каеде. Регулятори зацікавлені в тому, щоб битва між Кемпферами тривала, тому й створюють білих для протидії об'єднаних зусиль червоних і синіх. Терпіти не можуть чоловіків, що побічно вказує на їх жіночу стать, хоча з першої OVA вони також починають виявляти до Нацуру прихований інтерес. Можуть підпорядковувати собі повністю людське тіло, дають йому багаторазово посилені здібності, такі як сила і швидкість, володіють гіпнозом. При цьому людина, яка перебуває під контролем, здатна перемогти будь-якого Кемпфера.

## Медіа

### Ранобе
Серія ранобе з 15 томів, написана Тосіхіко Цукідзі та проілюстрована Сенму, виходила на імпринті видавництва Media Factory MF Bunko J з 24 листопада 2006 по 25 березня 2010. Основна історія налічує 12 томів, а 3 інші томи містять додаткові короткі історії.
| №  | Назва                                               | Дата виходу     | ISBN               |
| -- | --------------------------------------------------- | --------------- | ------------------ |
| 1  | Kenpufā (けんぷファー１)                            | 24 лютого 2006  | ISBN 9784840117494 |
| 2  | Kenpufā Ni (けんぷファー２)                         | 25 грудня 2006  | ISBN 9784840117678 |
| 3  | Kenpufā San (けんぷファー３)                        | 3 березня 2007  | ISBN 9784840118262 |
| 4  | Kenpufā Yon (けんぷファー４)                        | 25 червня 2006  | ISBN 9784840118705 |
| 5  | Kenpufā Go (けんぷファー５)                         | 25 вересня 2007 | ISBN 9784840120425 |
| 6  | Kenpufā Roku (けんぷファー６)                       | 25 січня 2008   | ISBN 9784840121316 |
| 7  | Kenpufā Shichi (けんぷファー７)                     | 25 квітня 2008  | ISBN 9784840123082 |
| 8  | Kenpufā Hachi (けんぷファー８)                      | 25 липня 2008   | ISBN 9784840123709 |
| 9  | Kenpufā Hachi Nibun no Ichi (けんぷファー８ １／２) | 24 жовтня 2008  | ISBN 9784840124539 |
| 10 | Kenpufā Kyū (けんぷファー９)                        | 25 лютого 2009  | ISBN 9784840126687 |
| 11 | Kenpufā Kyū Nibun no Ichi (けんぷファー９ １／２)   | 25 березня 2009 | ISBN 9784840127257 |
| 12 | Kenpufā Jyū (けんぷファー１０)                      | 24 липня 2009   | ISBN 9784840128353 |
| 13 | Kenpufā Jyū Nibun no Ichi (けんぷファー１０ １／２) | 25 вересня 2009 | ISBN 9784840130301 |
| 14 | Kenpufā Jyūichi (けんぷファー１１)                  | 25 грудня 2009  | ISBN 9784840131346 |
| 15 | Kenpufā Jyūni (けんぷファー１２)                    | 25 березня 2010 | ISBN 9784840132541 |

### Манґа
Манґа-адаптація, написана Тосіхіко Цукідзі та ілюстрована Ю Тачібаною, виходила з квітня 2008 у журналі Monthly Comic Alive. Перший танкобон вийшов 23 жовтня 2008; останній десятий том — 23 липня 2013.
| №  | Дата виходу     | ISBN               |
| -- | --------------- | ------------------ |
| 1  | 23 жовтня 2008  | ISBN 9784840122825 |
| 2  | 23 березня 2009 | ISBN 9784840125482 |
| 3  | 23 вересня 2009 | ISBN 9784840129176 |
| 4  | 23 лютого 2010  | ISBN 9784840129855 |
| 5  | 23 грудня 2010  | ISBN 9784840137188 |
| 6  | 23 березня 2011 | ISBN 9784840137744 |
| 7  | 22 жовтня 2011  | ISBN 9784840140461 |
| 8  | 23 червня 2012  | ISBN 9784840144810 |
| 9  | 23 січня 2013   | ISBN 9784840147828 |
| 10 | 23 липня 2013   | ISBN 9784840150842 |

### Аніме

#### Список епізодів
| № | Назва | Дата виходу       |
| --- | --- | ----------------- |
| 1 | Доля. Обраний «Destiny: The Chosen Ones» ((Schicksal ～選ばれし者～))                                                     | 2 жовтня 2009     |
| Головному герою аніме Нацуру Сено сниться дивний сон, в якому він бореться з незнайомою дівчиною з червоним волоссям. Наступного ранку сон збувається: таємнича іграшка пояснює, що тепер він перетворився на дівчину-Кемпфера і його доля - битися, а сам він перетинається під час битви з дівчиною зі сну - Акане Мішимою. Остання відступає, оскільки дізнається, що у них - однакові браслети синього кольору (іншими словами, вони - союзники). Трохи пізніше Мішима пояснює Нацуру принцип дії браслета, постачає його необхідною інформацією і допомагає освоїтися в образі дівчини. Проблема ускладнюється проханням Каеде, яка стала свідком сутички Сено з Мішимою, вона хоче з нею познайомитися. В кінці серії в бібліотеці нишком на Нацуру і Мішиму нападає Кемпфер класу «мечник» і Акане помилково атакує Сакуру. | |                   |
| 2 | Сяйво. Битва починається «Glow: The Fight of Death Starts» ((Glühen ～死闘の開幕～))                                      | 9 жовтня 2009     |
| Нацуру в останню секунду рятує Сакуру від пострілу Мішими. Президент студради викликає Нацуру і його напарника до себе, щоб розібратися з тим, що сталося в бібліотеці. Сено запрошує Акане до себе додому для поради щодо Сакури Каеде, в результаті чого вони приходять до висновку, що необхідно Каеде просто образити і викликати тонни ненависті, щоб обірвати її інтерес до Кемпфера. На даху будівлі школи після зникнення Сакури Нацуру і Акане перетинаються з президентом студради - Шизуку Сенго - яка виявляється червоним Кемпфером. Під час бою завдяки хитрому виверту Сено вони перемагають Шизуку: Нацуру заважає Акане вбити Шизуку і укладає з останньою угоду - життя президента в обмін на життя Каеде. Наступного дня з огляду на те, що Нацуру-Кемпфер стала популярною в школі, президент повідомляє, що Нацуру Сено переводиться в жіноче крило школи. | |                   |
| 3 | Лілія. Таємний сад «Her Lily: The Secret Flower Garden» ((Lilie ～秘密の花園～))                                          | 16 жовтня 2009    |
| Нацуру-Кемпфер викликає загальне захоплення та інтерес у жіночої половини, в тому числі і Сакури Каеде, яка зізнається їй у коханні. Багато жіночих витівок і вчинків викликають у Нацуру подумки подив і роздратування. Масумі Мікіна, місцева журналістка, бере у неї інтерв'ю і ретельно перебріхує все сказане нею, а інша трійка дівчат навіть примудряється заробити на появі Нацуру в школі. Хлопець повертається додому втомленим і мало не озлобленим. Наступного дня ситуація загострюється: Шизуку при всіх заявляє, що Нацуру-Кемпфер закохана в Нацуру Сено (де-факто сам в себе). Шум схвильованих дівчат змушує браслет Нацуру світитися, і він ледве встигає втекти в бібліотеку, щоб перетворитися у рідну форму. Сакура Каеде застає його з Акане Мішимою і заявляє, що не віддасть йому Нацуру-Кемпфера. | |                   |
| 4 | Оголошення війни. Війна дівчат «Her Declaration of War: The Fighting Maidens"» ((Kriegserklärung ～戦う乙女たち～))       | 22 жовтня 2009    |
| Нацуру від свого друга Шігашири дізнається, що Нацуру-Кемпфер стала відомою і в чоловічому крилі, і вона бере участь як кандидатка на конкурсі краси. Він прибігає до президента студради, де Шизуку спочатку змушує його зробити собі масаж, а потім робить спробу поцілунку. Їх перериває розлючена Акане Мішима. Розуміючи, що йому не відкрутитися від конкурсу, Нацуру просить Акане вибрати правильний бюстгальтер, і вони йдуть по магазинах за покупками. Там вони знову перетинаються з Шизуку, яка продовжує спроби спокушання, і Сакурою. Пізніше трійка дівчат змагається за право співати разом з Нацуру на караоке. | |                   |
| 5 | Комедія. Перший поцілунок «Her Comedy: First Kiss» ((Komödie ～ファーストキス～))                                         | 29 жовтня 2009    |
| У жіночому крилі йде бурхлива підготовка з проведення конкурсу краси. Фан-клуб Нацуру-Кемпфера допомагає їй правильно підібрати одяг. Нервозність Нацуру поперемінно переривається розмовою з Сакурою, яку йому вдається заспокоїти щодо її почуттів до його «двійника», і Шизуку, що проявляє все більшу і більшу увагу до його особи. На конкурсі краси відбувається театральна сцена, яка порушується перетворенням Акане в Кемпфера і вибуховим характером останньої. Ситуацію врегульовує президент студради: вона відправляє в несвідомий стан всю трійку. Після того, як Нацуру отямився після конкурсу, Шизуку раптово цілує його, таким чином, вкравши його перший поцілунок, і перед відходом каже йому, щоб він нічого не говорив про це Акане. В кінці серії з'являється подруга Нацуру Мікото з іграшкою, яка щойно повернулася до Японії. | |                   |
| 6 | Повернення. Ти друг мій або ворог мій? «Her Homecoming: Friend or Foe?"» ((Heimkehr ～敵か味方か～))                      | 5 листопада 2009  |
| Нацуру наснився сон із елементами фільму жахів про перший його поцілунок із Шизуку. Пізніше, прокинувшись, він по запаху карі визначає, що в його будинку хтось є: в той же момент в кімнату у відвертому вбранні заходить Мікото. Вони йдуть до школи разом, за ними ревниво спостерігає Акане, яка, як виявляється, знайома з Кондо. Через браслет через якийсь час Нацуру перетворюється на Кемпфера, його застають дівчата-однокласниці і змушують його попрацювати покоївкою в кафе. Йому доводиться витерпіти флірт з боку свого друга Шігашири і підступи VIP-гостя - президента студради Шизуку. Будучи поруч із Нацуру-Кемпфером і Сакурою, Шизуку дражнить натяками про вчорашні події Нацуру і паралельно намагається дізнатися щось у Каеде щодо Кемпферів і хто стоїть за ними, явно підозрюючи дівчину в причетності до них. В саду на Нацуру нападає новий загадковий Кемпфер - дівчина з білим волоссям і мечем у руках - яка намагається її вбити. Хлопець впізнає в ній свою подругу Мікото і розкривається перед нею, в чому сприяють Акане і Шизуку. Також Нацуру провалює побачення з Каеде, і вона умовляє його жіночу форму переночувати в неї. | |                   |
| 7 | Запрошення. Непрохані гості «Invite: The Uninvited Guests» ((Einladen ～招かれざる客たち～))                              | 12 листопада 2009 |
| Нацуру готується піти до Сакури в гості в жіночій формі, але при виході з будинку він перетинається з Шизуку та Акане, з якими і продовжує шлях. На квартирі Каеде четвірка грає в ігри з любовним підтекстом (наприклад, з'їсти соломинку з двох сторін), в результаті чого розбиваються на пари - спочатку Акане-Шизуку, а потім і Акане-Нацуру-Кемпфер. Також вони відвідують кімнату Каеде з іграшками, Шизуку викрадає звідти примірник - спаленого лева. До дівчат приєднується Мікото, яка приготувала карі, і Шизуку упускає черпак цього ж карі Нацуру на голову. Сакура виявляє до Нацуру все більшу і більшу увага - особливо у ванній - і прокрадається до нього в кімнату вночі після того, як він повернувся в чоловічу форму (чого дівчина не помітила). Спокушання Нацуру переривається появою розлюченого Акане і нападом нового виду - білого Кемпфера - Сакура втрачає свідомість. Шизуку відвідує Нацуру, який проводить час поряд з несвідомою Сакурою, і вимагає у нього відповіді, що у нього було з Каеде. Відповівши, що нічого не було, він іде в сусідню кімнату, щоб прибратися там після битви. Відразу після цього Шизуку вголос собі зізнається, що вона ревнує його.                                                                            | |                   |
| 8 | Солодке серце. Перше побачення «Sweetheart: The First Date» ((Liebste ～初めてのデート～))                                | 19 листопада 2009 |
| На даху школи Шизуку запрошує Нацуру на побачення. Проте хлопець думає, що це пов'язано з нападом білого Кемпфера. Наступної неділі вони проводять на побаченні, що супроводжується рядом курйозних ситуацій, у тому числі й уїдливими фразами в бік один одного, при цьому Сено нав'язливо вважає, що дане проведення часу побаченням вважати не можна, а президент студради скрізь наголошує на цьому. Нацуру постійно говорить про білого Кемпфера і думає про Сакуру, а Шизука проявляє активність в романтичному плані: вона притискається до нього, просить обійняти себе або купити їй якусь дрібничку і паралельно говорить про покликання Кемпферів і висловлює свої побоювання з приводу Сакури Каеде. Наприкінці побачення Шизуку пропонує Нацуру провести її додому, але їх перериває розсерджена Мікото, яку тільки більше розпалюють колючі фрази президента. Пізніше юнакові дістається морально і від Акане, яка в результаті перетворення в Кемпфера змушує його пообіцяти наступного разу піти на побачення з нею. | |                   |
| 9 | Сонцестояння. Депрессія тропічного кохання «His Midsummer: Tropical Cyclone of Romance» ((Hochsommer ～恋の熱帯低気圧～)) | 26 листопада 2009 |
| На літніх канікулах Акане зарезервувала номер у готелі для себе і Нацуру. Але до них приєднуються Мікото, Шизуку і Сакура, які дізналися про плани Мішими. У гідропарку Нацуру доводиться пережити увагу з боку дівчат, а пізніше на нього-Кемпфера нападають білі Кемпфери, але їм перешкоджають підоспілі вчасно Шизуку і Акане. Шизука знову проявляє тактику прояву уваги до Нацуру, яка закінчується привселюдно поцілунком, що призводить дівчат в стан шоку і бурхливих веселощів з боку Сакури. Каеде веде Нацуру за собою і в коридорі зі зміненим обличчям спокусливо гіпнотизує хлопця, ведучи його за собою під приводом подивитись феєрверки. | |                   |
| 10 | Пастка. Літній досвід «Her Trap: A Summer Experience» ((Falle ～ひと夏の経験～))                                          | 3 грудня 2009     |
| Каїеде веде Нацуру подалі від готелю на тлі вибухаючих феєрверків. Шизуку говорить дівчатам про свою тривогу щодо цієї ситуації, і вони починають шукати зниклих. Сакура цікавиться у Нацуру, що той думає про Шизуку, і наскільки сильно він її любить. Вона вмовляє його зробити Шизуку своєї. Нацуру наодинці знаходять сердиті Мікото, Акане та Шизуку, при цьому хлопець зовсім не пам'ятає останні хвилини. Також негативно відповіла і Сакура. У гарячому джерелі Шизуку намагається дізнатися, що трапилося з Нацуру до зникнення, але він непомітно для неї впадає в стан гіпнозу не без допомоги Сакури Каеде. Хлопець іде за Шизуку в її кімнату і відверто робить спробу її спокушання, але через якийсь час дівчина розуміє, що Нацуру робить це не з власної волі і тому приголомшує його ударом долоні по шиї. В результаті наступного дня Нацуру мучать головний біль і провал у пам'яті. Перед тим як піти з готелю, Сакура, поклавши ззаду руку на плече, уїдливим голосом пошепки говорить Шизуку, що «вона повинна проковтнути свою дурну гордість». Шизуку різко повертається, але об'єкт любові Нацуру поводиться наче й не було нічого. Дівчина вголос вимовляє про свою впевненість у причетності Сакури до всіх ранніх подій.                          | |                   |
| 11 | Вибір. Ода радості «Choose: A Song of Joy» ((Wählen ～歓喜の歌～))                                                        | 10 грудня 2009    |
| Шизуку запрошує Нацуру до себе додому, де показує викрадену іграшку - спаленого лева. Посланник розповів про сутність, про сенс всієї цієї битви. Далеко в космосі існували дві могутні сили, які прирекли себе на вічний бій між собою. І Регулятори - це посередники між ними. Вони знайшли спосіб припинити вічну битву: для цього вони вибрали воїнів з червоних і синіх і таким чином Кемпфери з'явилися на світ. І Кемпфери якого кольору переможуть, та сила і буде переможцем в їхньому світі. Шизуку припускає, що Каеде поглинена Регуляторами, вона повторює ситуацію зі спокушанням і Нацуру вдається все пригадати. Президент студради розповідає про свою загиблу подругу і просить Нацуру допомогти в битві з Регуляторами і де-факто проти Сакури. Хлопцеві не віриться, він вирішує перевірити, сходивши до Сакури в гості. Каеде проявляє свій прихований образ, перетворює Нацуру в дівчину і гіпнотизує його. Білі Кемпфери, Каеде і Нацуру в жіночій формі долають друзів Нацуру. Проте хлопець відмовляється вбити своїх подруг, брелок, подарований ним Шизуку, дозволяє йому звільнитися від гіпнозу, врятувати напарників по боротьбі і змусити ворогів відступити. Серія закінчується спробами дівчат якомога сильніше показати свою увагу до Нацуру. | |                   |